# ボラ・ミルティノビッチ
ボラ・ミルティノヴィッチ（Velibor "Bora" Milutinović, セルビア語: Велибор "Бора" Милутиновић, 1944年9月7日 - ）は、セルビア（旧ユーゴスラビア）・バイナ・バシュタ出身の元サッカー選手、サッカー指導者。5か国の代表監督としてFIFAワールドカップで指揮を執り、このうち4か国を決勝トーナメント進出に導いた。母語のセルビア語の他に、スペイン語・英語に堪能。兄のミロシュ・ミルティノヴィッチとミロラド・ミルティノヴィッチもサッカー選手であり、ミロシュは現役時代にユーゴスラビア代表として活躍し、引退後にユーゴスラビア代表監督を務めた。

## 来歴
パルチザン・ベオグラードで選手としてのキャリアをスタート。その後、フランスやスイスのクラブを渡り歩き、メキシコのUNAMプーマスでプレーしたのを最後に選手生活から引退。翌シーズンからは同クラブの監督として指導者としての道を歩み始め、就任2年目でリーグ初優勝を果たすなど評価を上げた。
その評価が基となり、1982年にメキシコ代表監督に抜擢され、チーム強化に着手。地元開催となった1986年のFIFAワールドカップではベスト8という成績を残した。
1990年のFIFAワールドカップでは当時下馬評が高いとは言えなかったコスタリカ代表を率いて決勝トーナメント進出に導くと、「ボラ・マジック」としてさらに監督としての評価を高めた。1994年のFIFAワールドカップでは開催国アメリカ代表監督としてチームを決勝トーナメント進出へ導き、「サッカー不毛の地」と言われていたアメリカでも成功をおさめた。
1998年のFIFAワールドカップではナイジェリア代表監督を務め、スペイン代表を破るなどして決勝トーナメントに進出。2000年に中国代表の監督に就任し、2002 FIFAワールドカップ・アジア予選を突破し初のワールドカップ出場を決めた。その一方で、中国サッカー協会との関係は不安定なものであり、2002年の本大会終了後に年齢的な問題を理由に監督業からの引退を示唆した。
2003年からはホンジュラス代表監督を務め、2006年のFIFAワールドカップ出場を目指したが、出場を逃した。同年からはジャマイカ代表監督に就任するも、1年足らずで解任された。ジャマイカ協会は理由を契約違反としているが、不履行についての詳細は不明。
2009年のFIFAコンフェデレーションズカップにおいて、イラク代表の指揮をとった。

## タイトル

### 選手時代
クラブ・ウニベルシダ・ナシオナル
- コパ・メヒコ：1回（1974-75）
- カンペオン・デ・カンペオーネス：1回（1975）

### 指導者時代
クラブ・ウニベルシダ・ナシオナル
- コパ・メヒコ：1回（1980-81）
- CONCACAFチャンピオンズリーグ：1回（1980）
- コパ・インテルアメリカーナ：1回（1981）

アメリカ合衆国代表
- CONCACAFゴールドカップ：1回（1991）

メキシコ代表
- CONCACAFゴールドカップ：1回（1996）